# Hideki Katsura
Hideki Katsura (født 6. marts 1970) er en tidligere japansk fodboldspiller.
Han har spillet for flere forskellige klubber i sin karriere, herunder Yokohama Flügels og Kawasaki Frontale.